# یه‌هوا انترتینمنت
یه‌هوا انترتینمنت (انگلیسی: Yuehua Entertainment; چینی: 乐华娱乐؛ کره‌ای: 위에화 엔터테인먼트) یک شرکت سرگرمی خصوصی و آژانس استعدادیابی مستقر در پکن است. این کمپانی در ژوئن ۲۰۰۹ توسط کارمند سابق هوایی برادرز، دو هوا بنیانگذاری شد. یه‌هوا انترتینمنت در تولید و توزیع آثار تلویزیونی، تولید فیلم، مدیریت هنرمندان و کارآموزان، تولید موسیقی و موزیک ویدئو، روابط عمومی و بازاریابی سرگرمی فعالیت دارد. یه‌هوا انترتینمنت با کمپانی‌های کره جنوبی، پلدیس انترتینمنت، استارشیپ انترتینمنت و اس‌ام انترتینمنت همکاری داشته‌است.